# Cherington, Warwickshire
Cherington är en ort och civil parish i Storbritannien.   Den ligger i grevskapet Warwickshire och riksdelen England, i den södra delen av landet, 110 km nordväst om huvudstaden London.